# Microprobelus liuae
Microprobelus liuae là một loài bọ cánh cứng trong họ Nemonychidae. Loài này được Liu, Ren, Shih miêu tả khoa học đầu tiên năm 2006.